# Uztárroz
Uztárroz (spanska) eller Uztarroze (baskiska), officiellt Uztárroz/Uztarroze, är en kommun i Spanien.   Den ligger i provinsen och regionen Navarra, i den nordöstra delen av landet, 400 km nordost om huvudstaden Madrid. Antalet invånare är 166.